# مفاهیم بنیادی پایگاه داده‌ها
مفاهیم بنیادی پایگاه داده‌ها کتابی از محمدتقی روحانی است که در سال ۱۳۸۰ منتشر و در مراسم کتاب سال جمهوری اسلامی ایران به‌عنوان کتاب برگزیده معرفی شد.